# 陳國偉 (配音員)
陳國偉，男，台灣配音員、聲音導演。

## 配音作品
- 主要角色名稱以粗體顯示。
- 以下皆為國語配音。

### 台灣動畫
| 播映年份 | 作品名稱   | 配演角色    | 首播平台 | 備註 |
| -------- | ---------- | ----------- | -------- | ---- |
| 1995     | YOUNG GUNS | 阿凱 夭壽仔 |          | OVA  |

### 韓劇
- 《青春歲月》：相民學長

### 日本動畫電影
| 播映年份 | 作品名稱                       | 配演角色 | 備註         |
| -------- | ------------------------------ | -------- | ------------ |
| 2016     | 妖怪手錶電影版：誕生的秘密喵！ |          | 擔任聲音總監 |

### 歐美動畫電影
- 《馬達加斯加》：企鵝老大
- 《馬達加斯加2》：企鵝老大
- 《馬達加斯加3：歐洲大圍捕》：企鵝老大
- 《馬達加斯加爆走企鵝》：企鵝老大
- 《里約大冒險》：尼可
- 《里約大冒險2》：尼可
- 《神偷奶爸》：奈安內博士
- 《神偷奶爸2》：奈安內博士
- 《小紅帽》：山羊
- 《小王子》：蛇
- 《功夫熊貓3》：功夫大師
- 《壞蛋聯盟》：蛇先生
- 《小小兵2：格魯的崛起》：奈安內博士

## 聲音導演作品
- 《動畫電影:壞蛋聯盟》
- 《動畫電影:壞蛋聯盟2》
- 《真人電影:馴龍高手真人版》
- 《動畫電影:馴龍高手2》
- 《動畫電影:馴龍高手3》
- 《動畫電影:藍色小精靈大電影》
- 《動畫電影:荒野機器人》
- 《動畫電影:超級馬力歐兄弟大電影》
- 《動畫電影:功夫熊貓系列》
- 《動畫電影:索尼克系列》
- 《真人電影:幻幻之交》
- 《動畫電影:飛鴨向前衝》
- 《動畫電影:變身少女露比》
- 《動畫電影:歡樂好聲音》
- 《動畫電影:歡樂好聲音2》
- 《動畫電影:神偷奶爸系列》
- 《動畫電影:小小兵》
- 《動畫電影:小小兵2》
- 《動畫電影:里約大冒險》
- 《動畫電影:里約大冒險2》
- 《動畫電影:變身特務》
- 《動畫電影:費迪南》
- 《動畫電影:魔髮精靈》
- 《動畫電影:魔髮精靈2》
- 《動畫電影:魔髮精靈3》
- 《動畫電影:阿達一族》
- 《動畫電影:阿達一族2》
- 《動畫電影:寶貝老闆》
- 《動畫電影:寶貝老闆2》
- 《動畫電影:冰原歷險記》
- 《動畫電影:冰原歷險記2》
- 《動畫電影:冰原歷險記3》
- 《動畫電影:冰原歷險記4》
- 《動畫電影:冰原歷險記5》
- 《動畫電影:紅孩兒：決戰火焰山》
- 《動畫電影:小王子》
- 《布袋戲電影:素還真》
- 《布袋戲電影:奇人密碼》
- 《布袋戲電影:聖石傳說》

## 電影及電視劇集對白ADR
- 《目擊者(李淳)》
- 《六弄咖啡 (董子建/顏卓靈)》
- 《搜查瑠公圳 (朱軒洋/吳卓源/梁修身/朱柏康)》
- 《閨密2 (陳意涵)》
- 《緝魂(孫安可/張柏嘉)》
- 《當男人戀愛時(許瑋甯)》
- 《回家(國.台語版)》
- 《逆局(周渝民)》

## 教學
- 《文化大學戲劇系錄音與聲音表演課程教授》

## 家庭
妻子孫若瑜，配音員。女兒陳妤，演員。